# Ö

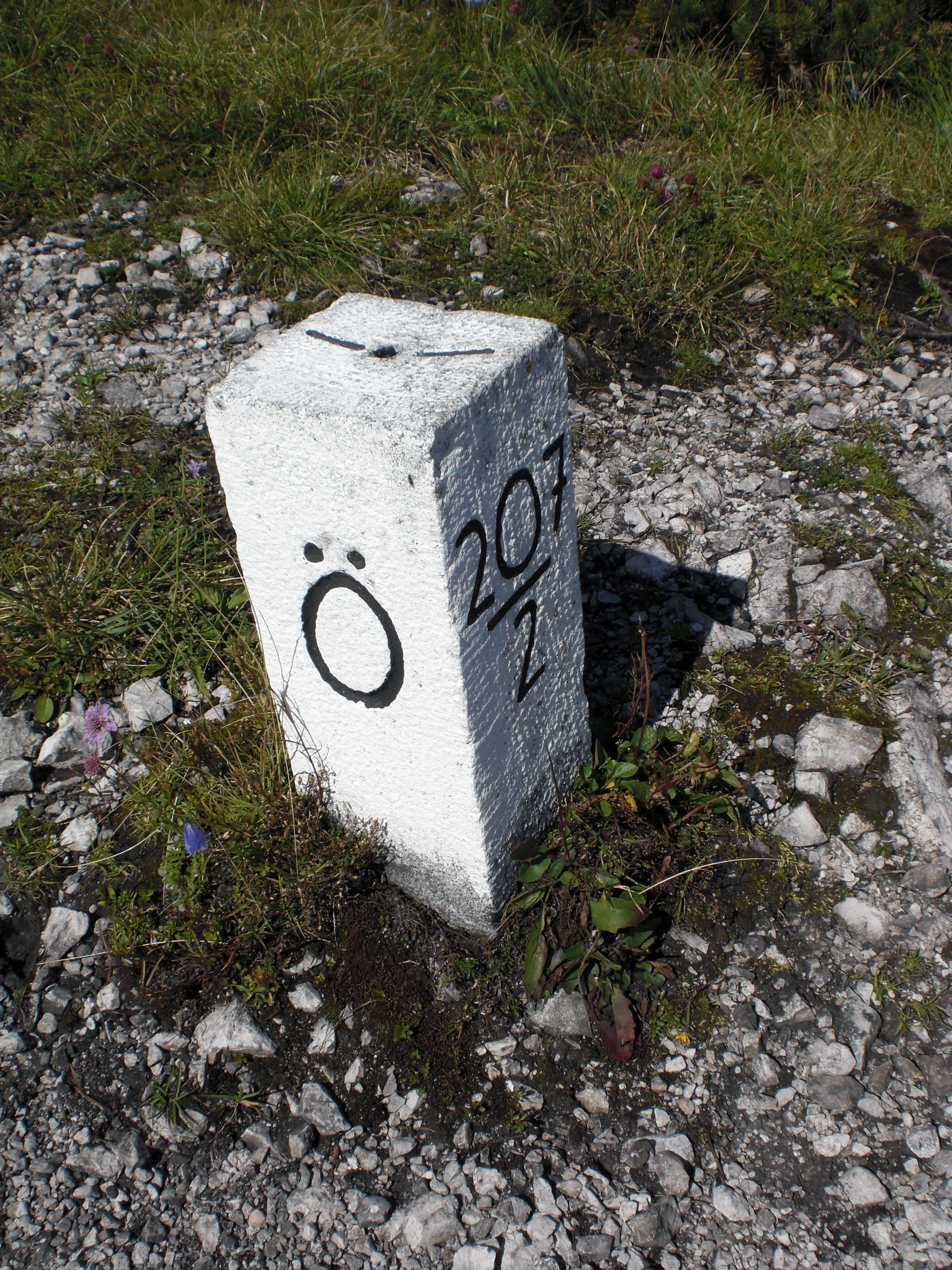

"Ö", ou "ö", é um carácter usado em muitos alfabetos latinos, ou a letra O com umlaut. O ö é usado em línguas escandinavas (islandês, sueco, norueguês, etc.), línguas germânicas (alemão), no turco, finlandês, estoniano, húngaro, etc.
Este caractere pode ser substituído por "oe", quando vindo de palavras germânicas, assim como o "ü" pode ser substituído por "ue".
Ex: alguns nomes de jogadores alemães de futebol.
-> Özil - Oezil.
-> Müller - Mueller.
-> Götze - Goetze.